# Akanština
Akanština je jedním z hlavních jazyků Ghany. Patří do rodiny nigerokonžských jazyků. Sestává z těchto dialektů:
- Ťwiština
- Fantuština

Oba mají psané formy v latinské abecedě. Úřad pro ghanské jazyky sestavil seznam 20 000 jejich slov a jednotný pravopis, jenž však zatím není šířeji používaný.
Jazyk se společně s otroky dostal také do Jižní Ameriky, především do Surinamu. Bývalí uprchlí otroci v surinamském vnitrozemí tak i dnes používají jednu z forem tohoto jazyka, včetně zvyku pojmenovávat děti podle dne v týdnu, v němž se narodily. V Surinamu jsou také velmi známé příběhy pavouka Anansi.

## Příklady

### Číslovky
| Akansky | Česky |
| koro    | jeden |
| abien   | dva   |
| abiasa  | tři   |
| anan    | čtyři |
| anum    | pět   |
| asia    | šest  |
| asuon   | sedm  |
| awɔtwe  | osm   |
| akron   | devět |
| du      | deset |

## Vzorový text
Otče náš (modlitba Páně):
Yɛn Agya a wowɔ soro,
wo din ho ntew